# Nephodia crypsiscia
Nephodia crypsiscia är en fjärilsart som beskrevs av Paul Dognin 1911. Nephodia crypsiscia ingår i släktet Nephodia och familjen mätare. Inga underarter finns listade i Catalogue of Life.